# 鬼丸義斎

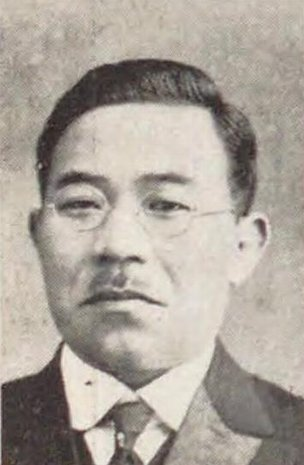
鬼丸義斎

鬼丸 義斎（鬼丸 義齋、おにまる ぎさい、1886年〈明治19年〉9月5日 – 1954年〈昭和29年〉11月13日）は、日本の政治家、衆議院議員（1期）、参議院議員（1期）。弁護士。「義斉」または「義齊」と表記される場合がある。

## 概要
大分県に出生。愛知県巡査となり、やがて警部補にまで昇任したが、上司と衝突して辞職した。その後明治大学法科に入学。1919年に大学を首席で卒業した後は、弁護士事務所を開業した。1933年には名古屋弁護士会長に選出されている。大森製陶所会長にもなった。
1928年の第16回衆議院議員総選挙に立憲民政党で愛知1区から出馬し、当選を果たして1期務めた。
戦後は1947年の第1回参議院議員通常選挙に全国区から出馬、当選。初代参議院懲罰委員長に就任。民主党では参議院議員会長、総裁代行委員、最高委員などの幹部役員を歴任。初代裁判官弾劾裁判所裁判長として弾劾裁判所規則に署名。サンフランシスコ講和全権委員代理や国民協同党と合同して結成した国民民主党でも最高委員、最高顧問などを歴任した。1954年11月13日、死去。68歳。死没日をもって勲三等瑞宝章追贈、正五位に叙される。

## 著述
- 『私は何をしてきたか』、1929年。NDLJP:1093879